# Loboglossa scotodoides
Loboglossa scotodoides là một loài bọ cánh cứng trong họ Mycteridae. Loài này được Seidlitz miêu tả khoa học năm 1917.